# Valoria la Buena
Valoria la Buena ist ein nordspanischer Ort und eine Gemeinde (municipio) mit 745 Einwohnern (Stand: 2024) in der Provinz Valladolid in der Autonomen Region Kastilien-León; die Gemeinde gehört zum Weinbaugebiet „Cigales D. O.“.

## Lage
Der Ort Valoria la Buena liegt auf der Ostseite des Río Pisuerga nahe der Autovía A-62 in einer Höhe von ca. 725 m. Die Entfernung zur südwestlich gelegenen Provinzhauptstadt Valladolid beträgt knapp 28 km (Fahrtstrecke). Das Klima im Winter ist rau, im Sommer dagegen trocken und warm; der eher spärliche Regen (ca. 420 mm/Jahr) fällt überwiegend im Winterhalbjahr.

## Bevölkerungsentwicklung
| Jahr      | 1857  | 1900  | 1950  | 2000 | 2017 |
| Einwohner | 1.195 | 1.265 | 1.184 | 648  | 668  |

Wegen der Mechanisierung der Landwirtschaft und der Aufgabe bäuerlicher Kleinbetriebe sind viele Arbeitskräfte und deren Familien in der zweiten Hälfte des 20. Jahrhunderts in die größeren Städte abgewandert (Landflucht).

## Wirtschaft
Das Umland von Valoria la Buena war und ist in hohem Maße landwirtschaftlich geprägt, wobei die Viehzucht traditionell eine weniger wichtige Rolle spielte; der Ort bot die notwendigen regionalen Dienstleistungen in den Bereichen Handwerk und Handel. Valoria la Buena ist Teil des kleinen Weinbaugebiets „Cigales“; der Tourismus spielt nur eine untergeordnete Rolle.

## Geschichte
Um 400 v. Chr. war die Gegend von der keltischen Volksgruppe der Vaccäer besiedelt. Im 2. Jahrhundert v. Chr. brachten die Römer weite Teile der Iberischen Halbinsel unter ihre Kontrolle; sie brachten überdies die Kunst des Weinbaus mit. Im 5. Jahrhundert n. Chr. kamen die Vandalen, die jedoch von den Westgoten nach Nordafrika abgedrängt wurden. Im 8. Jahrhundert drangen arabisch-maurische Heere bis weit in den Norden vor, konnten jedoch die Gebiete nördlich des Kantabrischen Gebirges (Baskenland, Kantabrien, Asturien, Galicien) nicht erobern. Bereits im 10. und 11. Jahrhundert wurden sie von christlichen Heeren nach Süden abgedrängt (reconquista), wobei das ca. 25 km südlich von Valoria la Buena gelegene Tal des Duero lange Zeit die jeweiligen Einflusssphären voneinander abgrenzte.

## Sehenswürdigkeiten

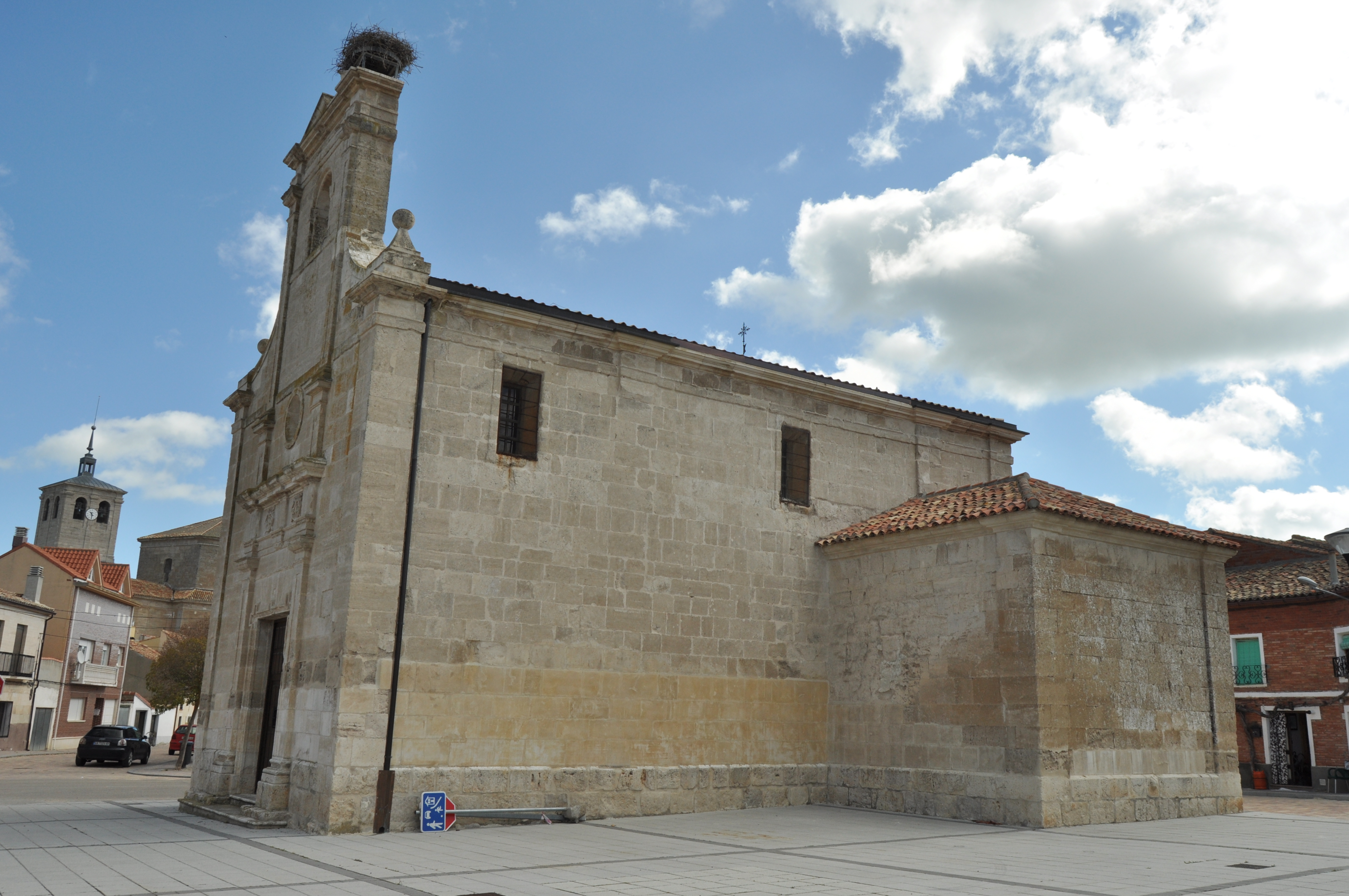
Ermita del Cristo

- Die Iglesia de San Pedro Apóstol ist dem Apostel Petrus geweiht und wurde in den Jahren 1768–1774 an der Stele eines abgebrannten Vorgängerbaus errichtet; es ist ein sechseckiger Zentralbau mit seitlichem Glockenturm (campanario). Der klassizistische Hauptaltar ist aus dem Jahr 1775.[4]
- Die ebenfalls klassizistische Ermita del Cristo steht nur etwa 200 m entfernt; ihre Fassade wird von einem Glockengiebel (espadaña)  überragt.
- Im Ort befinden sich zwei Adelspaläste aus dem 17./18. Jahrhundert: Palacio de los Vizcondes de Valoria und Palacio de los Mendoza.
- Das Museo del Cántaro zeigt zahlreiche Steingutvasen (cantaros) aus vielen Epochen der Geschichte.

Umgebung
- In der Umgebung des Ortes finden sich noch einige Felsenkeller (bodegas).